# بيل سكانلون
بيل سكانلون (بالإنجليزية: Bill Scanlon)‏ مواليد 13 نوفمبر 1956 في دالاس، هو لاعب كرة مضرب أمريكي سابق بدأ مسيرته كمحترف سنة 1976 وكان يلعب باليد اليمنى، اعتزل اللعب في 1989. أعلى تصنيف له في الفردي كان المركز الـ 9 في سنة 1984. فاز بسبعة ألقاب فردي ولقبي زوجي خلال مسيرته الرياضية التي امتدت 13 عاما.

## روابط خارجية
- بيل سكانلون على موقع رابطة محترفي التنس (الإنجليزية)
- بيل سكانلون على موقع الاتحاد الدولي لكرة المضرب (الإنجليزية)
- بيل سكانلون على موقع خلاصة التنس.كوم (الإنجليزية)